# Besitramid

Strukturformel för besitramid.

Besitramid, summaformel C31H32N4O6, är ett smärtstillande ämne som tillhör gruppen opioider.
För närvarande finns inga läkemedel med substansen registrerade i Sverige.
Preparatet är narkotikaklassat och ingår i förteckning N I i 1961 års allmänna narkotikakonvention, samt i förteckning II i Sverige.